# Lempdes-sur-Allagnon
 Lempdes-sur-Allagnon  es una población y comuna francesa, situada en la región de Auvernia, departamento de Alto Loira, en el distrito de Brioude y cantón de Auzon.

## Demografía
| 1445 | 1583 | 1526 | 1510 | 1403 | 1371 |
| Para los censos de 1962 a 1999 la población legal corresponde a la población sin duplicidades (Fuente: INSEE [Consultar]) |      |      |      |      |      |